# Tournoi de clôture du championnat du Salvador de football 2010
Navigation
Saison précédente Saison suivante
Le Tournoi Clausura 2010 est le vingt-quatrième tournoi saisonnier disputé au Salvador.
C'est cependant la 71e fois que le titre de champion du Salvador est remis en jeu.
Lors de ce tournoi, le Club Deportivo FAS a tenté de conserver son titre de champion du Salvador face aux neuf meilleurs clubs salvadoriens.
Chacun des dix clubs participant était confronté deux fois aux neuf autres équipes. Puis les quatre meilleurs se sont affrontés lors d'une phase finale à la fin du tournoi.
Seulement une place était qualificative pour la Ligue des champions de la CONCACAF.

## Les 10 clubs participants
| \| CD Águila Alacranes Del Norte Alianza FC CD Atlético Marte CD Atlético Balboa Club Deportivo FAS AD Isidro-Metapan CD Municipal Limeño CD Luis Ángel Firpo Alianza FC CD Atlético Marte CD Vista Hermosa \| Localisation des clubs. |
| CD Águila Alacranes Del Norte Alianza FC CD Atlético Marte CD Atlético Balboa Club Deportivo FAS AD Isidro-Metapan CD Municipal Limeño CD Luis Ángel Firpo Alianza FC CD Atlético Marte CD Vista Hermosa                               |

| Club                | Stade                        | Capacité | Ville                |
| CD Águila           | Stade Juan Francisco Barraza | 10 000   | San Miguel           |
| Alacranes Del Norte | Stade José Gregorio Martínez | 15 000   | Chalatenango         |
| Alianza FC          | Stade Cuscatlán              | 45 925   | San Salvador         |
| CD Atlético Balboa  | Stade Marcelino Imbers       | 4 000    | La Unión             |
| Club Deportivo FAS  | Stade Oscar Quiteño          | 15 000   | Santa Ana            |
| AD Isidro-Metapan   | Stade Jorge Calero Suárez    | 8 000    | Metapán              |
| CD Municipal Limeño | Stade Jose Ramon Flores      | 5 000    | Santa Rosa de Lima   |
| CD Luis Ángel Firpo | Stade Sergio Torres          | 5 000    | Usulután             |
| CD Atlético Marte   | Stade Cuscatlán              | 45 925   | San Salvador         |
| CD Vista Hermosa    | Stade Correcaminos           | 12 000   | San Francisco Gotera |

## Compétition
Le tournoi Clausura se déroule de la même façon que le tournoi saisonnier précédent, en deux phases :
- La phase de qualification : les dix-huit journées de championnat.
- La phase finale : les matchs aller-retour allant des demi-finales à la finale.

### Phase de qualification
Lors de la phase de qualification les dix équipes affrontent à deux reprises les neuf autres équipes selon un calendrier tiré aléatoirement.
Les quatre meilleures équipes sont qualifiées pour les demi-finales.
Le classement est établi sur le barème de points classique (victoire à 3 points, match nul à 1, défaite à 0).
Le départage final se fait selon les critères suivants :
- Le nombre de points.
- La différence de buts générale.
- Le nombre de buts marqué.

#### Classement
| Rang | Équipe                 | Pts | J  | G  | N  | P  | Bp | Bc | Diff |
| ---- | ---------------------- | --- | -- | -- | -- | -- | -- | -- | ---- |
| 1    | CD Luis Ángel Firpo    | 35  | 18 | 10 | 5  | 3  | 28 | 17 | +11  |
| 2    | CD Águila              | 31  | 18 | 7  | 10 | 1  | 24 | 9  | +15  |
| 3    | CD Vista Hermosa       | 29  | 18 | 7  | 8  | 3  | 25 | 17 | +8   |
| 4    | AD Isidro-Metapan      | 28  | 18 | 6  | 10 | 2  | 24 | 20 | +4   |
| 5    | CD Atlético Balboa     | 27  | 18 | 6  | 9  | 3  | 18 | 17 | +1   |
| 6    | Alianza FC             | 24  | 18 | 6  | 6  | 6  | 22 | 18 | +4   |
| 7    | Club Deportivo FAS (T) | 20  | 18 | 5  | 5  | 8  | 19 | 25 | -6   |
| 8    | CD Municipal Limeño    | 18  | 18 | 3  | 9  | 6  | 20 | 27 | -7   |
| 9    | CD Atlético Marte (P)  | 16  | 18 | 3  | 7  | 8  | 22 | 27 | -5   |
| 10   | Alacranes Del Norte    | 5   | 18 | 0  | 5  | 13 | 12 | 37 | -25  |

| Légende : Qualifications et relégations | Légende : Qualifications et relégations                  |
| --------------------------------------- | -------------------------------------------------------- |
|                                         | Qualifié pour les demi-finales                           |
|                                         | (T) : Tenant du titre (P) : Promu de la saison 2008-2009 |

#### Matchs
| Résultats (▼dom., ►ext.)                                   | Agu | Ala | Ali | Bal | Mar | FAS | Lui | Isi | Lim | Vis |
| CD Águila                                                  |     | 3-0 | 2-0 | 0-0 | 1-1 | 2-2 | 2-2 | 0-0 | 0-0 | 3-0 |
| Alacranes Del Norte                                        | 0-4 |     | 0-0 | 0-0 | 1-1 | 0-0 | 2-3 | 1-2 | 1-1 | 0-5 |
| Alianza FC                                                 | 0-2 | 1-0 |     | 0-0 | 2-0 | 3-0 | 2-1 | 7-1 | 3-1 | 1-1 |
| CD Atlético Balboa                                         | 0-1 | 2-1 | 3-1 |     | 2-1 | 3-0 | 0-1 | 0-0 | 3-3 | 1-0 |
| CD Atlético Marte                                          | 0-0 | 2-1 | 1-0 | 6-0 |     | 2-2 | 0-2 | 1-1 | 0-1 | 2-2 |
| Club Deportivo FAS                                         | 1-0 | 4-1 | 0-0 | 0-0 | 3-1 |     | 1-2 | 0-1 | 2-0 | 2-0 |
| CD Luis Ángel Firpo                                        | 1-1 | 1-0 | 2-0 | 1-2 | 4-1 | 2-1 |     | 2-2 | 1-0 | 0-0 |
| AD Isidro-Metapan                                          | 1-1 | 3-1 | 3-1 | 1-1 | 3-2 | 4-0 | 1-1 |     | 0-0 | 0-0 |
| CD Municipal Limeño                                        | 1-2 | 3-2 | 0-0 | 1-1 | 1-1 | 1-0 | 1-2 | 1-1 |     | 3-3 |
| CD Vista Hermosa                                           | 0-0 | 2-1 | 1-1 | 0-0 | 1-0 | 3-1 | 1-0 | 1-0 | 5-2 |     |
| - Victoire à domicile - Match nul - Victoire à l'extérieur |     |     |     |     |     |     |     |     |     |     |

### Classement cumulatif
| Rang | Équipe                 | Pts | J  | G  | N  | P  | Bp | Bc | Diff |
| ---- | ---------------------- | --- | -- | -- | -- | -- | -- | -- | ---- |
| 1    | CD Águila              | 65  | 36 | 16 | 17 | 3  | 46 | 18 | +28  |
| 2    | CD Luis Ángel Firpo    | 64  | 36 | 18 | 10 | 8  | 52 | 36 | +16  |
| 3    | Club Deportivo FAS (C) | 58  | 36 | 17 | 7  | 12 | 50 | 34 | +16  |
| 4    | CD Vista Hermosa       | 55  | 36 | 13 | 16 | 7  | 55 | 38 | +17  |
| 5    | AD Isidro-Metapan (C)  | 54  | 36 | 13 | 15 | 8  | 45 | 41 | +4   |
| 6    | Alianza FC             | 41  | 36 | 9  | 14 | 13 | 40 | 39 | +1   |
| 7    | CD Atlético Marte (P)  | 40  | 36 | 8  | 16 | 12 | 43 | 44 | -1   |
| 8    | CD Atlético Balboa     | 38  | 36 | 8  | 14 | 14 | 37 | 57 | -20  |
| 9    | CD Municipal Limeño    | 38  | 36 | 7  | 17 | 12 | 38 | 51 | -13  |
| 10   | Alacranes Del Norte    | 19  | 36 | 3  | 10 | 23 | 28 | 76 | -48  |

| Légende : Qualifications et relégations | Légende : Qualifications et relégations                                              |
| --------------------------------------- | ------------------------------------------------------------------------------------ |
|                                         | Ligue des champions de la CONCACAF 2010-2011 (Tour préliminaire)                     |
|                                         | Qualifié pour le barrage de relégation en Segunda División                           |
|                                         | Relégué en Segunda División                                                          |
|                                         | (C) : Vainqueur d'un des deux tournois de l'année (P) : Promu de la saison 2008-2009 |

### Barrage de relégation
| Club                | Aller | Retour | Club           | Commentaire |
| CD Municipal Limeño | 1-1   | 0-1    | Once Municipal |             |

### La phase finale
Les quatre équipes qualifiées sont réparties dans le tableau final d'après leur classement général.
En cas d'égalité sur la somme des deux matchs, c'est l'équipe ayant marqué le plus de buts à extérieur qui l'emporte puis une prolongation et une séance de tirs au but ont éventuellement lieu.

#### Tableau
|  | 1/2 finale          | 1/2 finale          | 1/2 finale | 1/2 finale | 1/2 finale | 1/2 finale        |                   |     | Finale | Finale | Finale | Finale | Finale |  |
|  |                     |                     |            |            |            |                   |                   |     |        |        |        |        |        |  |
|  |                     |                     |            |            |            |                   |                   |     |        |        |        |        |        |  |
|  |                     |                     |            |            |            |                   |                   |     |        |        |        |        |        |  |
|  | CD Luis Ángel Firpo | CD Luis Ángel Firpo | (1)        | 2          | 1          |                   |                   |     |        |        |        |        |        |  |
|  | CD Luis Ángel Firpo | CD Luis Ángel Firpo | (1)        | 2          | 1          |                   |                   |     |        |        |        |        |        |  |
|  | AD Isidro-Metapan   | AD Isidro-Metapan   | (4)        | 2          | 2          |                   |                   |     |        |        |        |        |        |  |
|  | AD Isidro-Metapan   | AD Isidro-Metapan   | (4)        | 2          | 2          | AD Isidro-Metapan | AD Isidro-Metapan | (4) | 3      |        |        |        |        |  |
|  |                     |                     |            |            |            |                   | AD Isidro-Metapan | (4) | 3      |        |        |        |        |  |
|  |                     | CD Águila           | CD Águila  | (2)        | 1          |                   |                   |     |        |        |        |        |        |  |
|  | CD Águila           | CD Águila           | CD Águila  | (2)        | 1          | (2)               | 1                 | 0   |        |        |        |        |        |  |
|  | CD Águila           | CD Águila           |            |            |            | (2)               | 1                 | 0   |        |        |        |        |        |  |
|  | CD Vista Hermosa    | CD Vista Hermosa    | (3)        | 0          | 0          |                   |                   |     |        |        |        |        |        |  |
|  | CD Vista Hermosa    | CD Vista Hermosa    | (3)        | 0          | 0          |                   |                   |     |        |        |        |        |        |  |

#### Demi-finales
| Club                | Aller | Retour | Club              | Commentaire |
| CD Luis Ángel Firpo | 2-2   | 1-2    | AD Isidro-Metapan |             |
| CD Águila           | 1-0   | 0-0    | CD Vista Hermosa  |             |

#### Finale
| 23 mai 2010 | AD Isidro-Metapan                                        | 3:1   | CD Águila          | Stade Cuscatlán          |                          |
|             | Léster Blanco 22e · Léster Blanco 45e · Paolo Suarez 90e | (2:0) | Rudis Corrales 63e | Arbitrage : Joel Aguilar | Arbitrage : Joel Aguilar |

## Bilan du tournoi
| Tableau d'Honneur     |                   |
| Compétition           | Vainqueur         |
| Tournoi Clausura 2010 | AD Isidro-Metapan |

| Qualifications continentales 2010-2011 |                   |
| Ligue des champions                    | Qualifiés         |
| Tour Préliminaire                      | AD Isidro-Metapan |

| Promotions et relégations   |                                         |
| Relégué en Segunda División | Alacranes Del Norte CD Municipal Limeño |
| Promu de Segunda División   | CD Universidad Once Municipal           |

## Statistiques

### Buteurs
| Rang | Nom                    | Équipe             | Buts |
| 1    | José Oliveira de Souza | Alianza FC         | 11   |
| 2    | Leonardo Da Silva      | CD Vista Hermosa   | 10   |
| 3    | Alcides Bandera        | CD Atlético Balboa | 6    |
| 3    | Jhon Castillo          | CD Vista Hermosa   | 6    |
| 3    | José Luis Osorio       | CD Atlético Marte  | 6    |
| 6    | 6 joueurs              | 6 joueurs          | 5    |